# Malin (ort i Kina, Hunan)
Malin är en ort i Kina. Den ligger i provinsen Hunan, i den södra delen av landet, omkring 300 kilometer sydväst om provinshuvudstaden Changsha. Antalet invånare är 2 150.
Runt Malin är det ganska tätbefolkat, med 207 invånare per kvadratkilometer. Malin är det största samhället i trakten. I omgivningarna runt Malin växer i huvudsak blandskog.
Genomsnittlig årsnederbörd är 1 833 millimeter. Den regnigaste månaden är maj, med i genomsnitt 273 mm nederbörd, och den torraste är oktober, med 56 mm nederbörd.